# Porsjordfly
Porsjordfly (Coenophila subrosea) är en fjärilsart som beskrevs av Stephens 1829. Porsjordfly ingår i släktet Coenophila och familjen nattflyn. Arten är reproducerande i Sverige. Inga underarter finns listade i Catalogue of Life.

## Bildgalleri

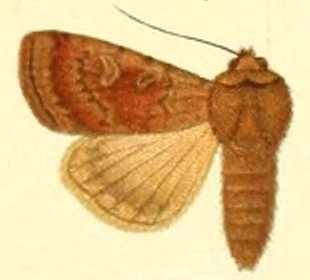
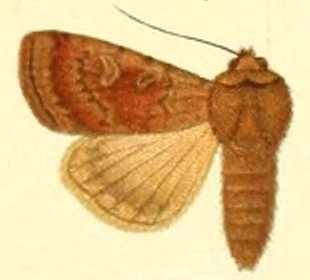